# Liste der Biografien/Brim
Liste der Biografien |
Portal Biografien |
Personensuche
# |
A |
B |
C |
D |
E |
F |
G |
H |
I |
J |
K |
L |
M |
N |
O |
P |
Q |
R |
S |
T |
U |
V |
W |
X |
Y |
Z |
?
 
Ba |
Be |
Bd |
Bg |
Bh |
Bi |
Bj |
Bl |
Bm |
Bn |
Bo |
Br |
Bs |
Bu |
Bw |
By |
Bz
 
Bra |
Brc |
Brd |
Bre |
Brg |
Bri |
Brj |
Brk |
Brl |
Brn |
Bro |
Brp–Brt |
Bru |
Brv |
Bry |
Brz
 
Bria |
Brib |
Bric |
Brid |
Brie |
Brif |
Brig |
Brij |
Brik |
Bril |
Brim |
Brin |
Brio |
Briq |
Brir |
Bris |
Brit |
Briv |
Briw |
Brix |
Briz
Die Liste der Biografien führt alle Personen auf, die in der deutschsprachigen Wikipedia einen Artikel haben. Dieses ist eine Teilliste mit 22 Einträgen von Personen, deren Namen mit den Buchstaben „Brim“ beginnt.

## Brim
- Brim, John (1922–2003), US-amerikanischer Blues-Musiker
- Brim, Orville Gilbert (1883–1987), US-amerikanischer Pädagoge und Hochschullehrer

### Brima
- Brima, Alex (1971–2016), sierra-leonischer Militär
- Brima, Kumba, sierra-leonische Fußballspielerin
- Brimacombe, Steve (* 1971), australischer Leichtathlet
- Brimanis, Aris (* 1972), US-amerikanischer Eishockeyspieler
- Brimann, Aron Israel (1859–1934), Herausgeber eines antisemitischen Machwerkes (Judenspiegel)

### Brimb
- Brimberg, Ingela (* 1964), schwedische Opernsängerin (Sopran)
- Brimble, Charlotte, britische Schauspielerin
- Brimble, Margaret (* 1961), neuseeländische Chemikerin und Hochschullehrerin
- Brimble, Nick (* 1944), britischer Schauspieler

### Brime
- Brimelow, Alison (* 1949), britische Beamtin
- Brimelow, Thomas, Baron Brimelow (1915–1995), britischer Diplomat und Politiker
- Brimeu, Charles de († 1572), Graf von Megen, spanischer Militär

### Brimf
- Brimfield, Bill (1938–2012), US-amerikanischer Jazzmusiker

### Brimh
- Brimhall, Cynthia (* 1964), US-amerikanische Schauspielerin, Sängerin und Playmate

### Briml
- Brimley, Wilford (1934–2020), US-amerikanischer Stuntman und FilmschauspielerWilford Brimley (1934–2020)

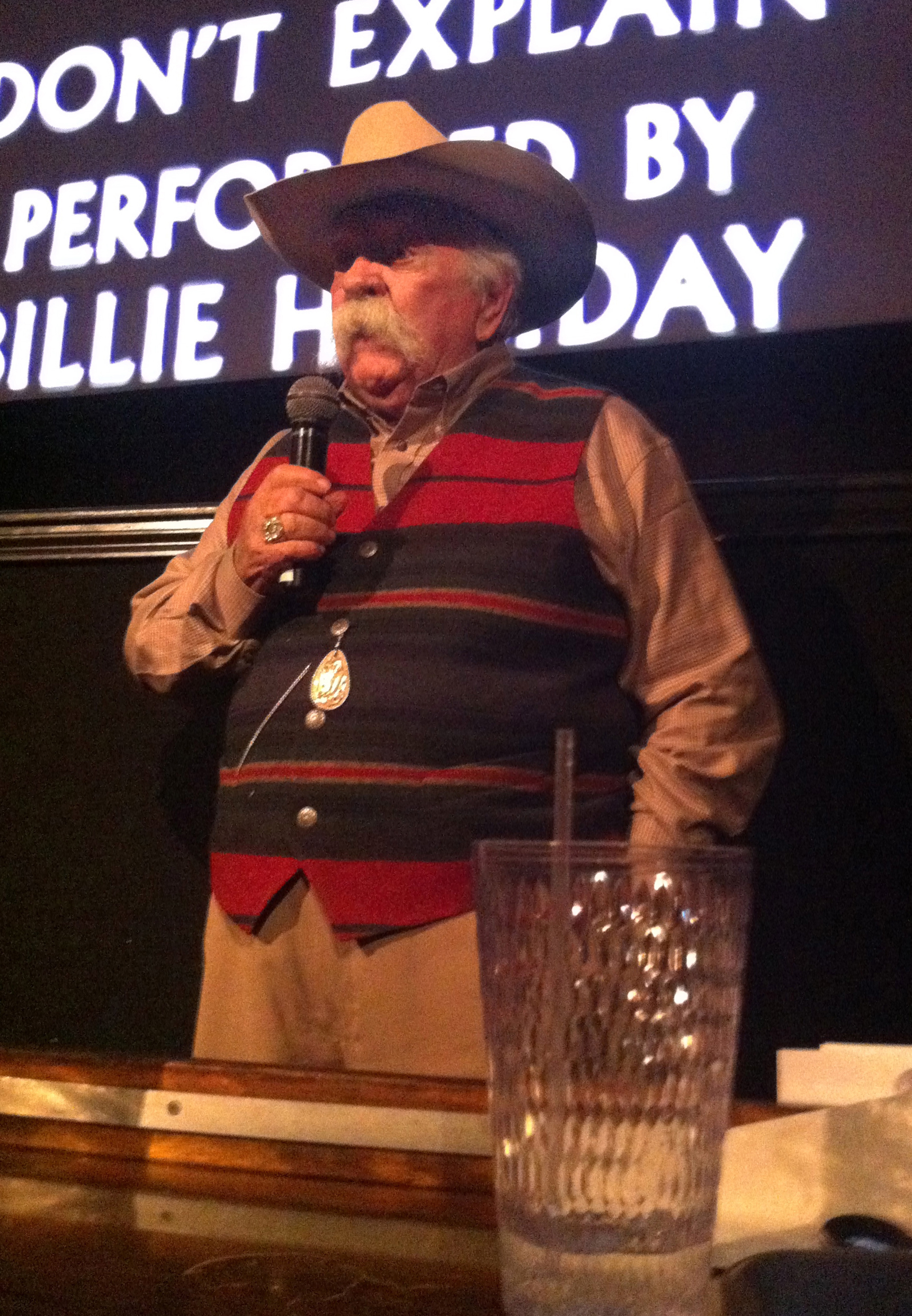
Wilford Brimley (1934–2020)

### Brimm
- Brimmage, Brittney (* 1990), US-amerikanische Volleyballspielerin
- Brimmer, Gabriela (1947–2000), mexikanische Menschenrechtsaktivistin
- Brimmers, Julian (* 1986), deutscher Kulturjournalist und Filmemacher
- Brimmicombe-Wood, Lee (* 1963), englischer Spieleentwickler und Autor

### Brims
- Brimsek, Frank (1913–1998), US-amerikanischer Eishockeyspieler